# Msymta
Die Msymta (russisch Мзымта) ist ein 89 km langer Fluss an der Südwestseite des Großen Kaukasus in der russischen Region Krasnodar.

## Verlauf
Die Msymta entfließt einem kleinen Bergsee nordwestlich des 2970 m hohen Berges Lojub in 2472 m Höhe, auf dem Territorium des Naturschutzgebietes Großer Kaukasischer Sapowednik, Teil des UNESCO-Welterbe-Gebietes Westlicher Kaukasus. Sie umfließt den Berg östlich und erreicht den 1838 m hoch an der Waldgrenze gelegenen See Kardywatsch. Vom See fließt sie zwischen dem Kaukasushauptkamm und den südwestlich parallel verlaufenden Kämmen Gagrinski (Gagra-Kamm) sowie Aibga in nordwestlicher Richtung durch ein enges, unbesiedeltes Tal. Höchster Gipfel des Hauptkammes in Flussnähe ist der erwähnte Lojub, des Gagra-Kammes – die 3257 m hohe Agepsta.
Oberhalb von Krasnaja Poljana, Veranstaltungsort einiger Wettkämpfe der Olympischen Winterspiele 2014, erreicht die Msymta bei Esto-Sadok bewohntes Gebiet. Bei Krasnaja Poljana wendet sie sich in südwestliche Richtung und durchfließt ein weiterhin enges, abschnittsweise schluchtartiges Tal bis zu ihrer Mündung in das Schwarze Meer in Adler, dem südöstlichsten Stadtteil von Sotschi.
Wichtigste Zuflüsse sind Psluch und Atschepse, die oberhalb Krasnaja Poljana vom Kaukasushauptkamm kommend von rechts in die Msymta münden.
Auf ihrer gesamten Länge verläuft die Msymta wenige Kilometer entfernt von der Grenze zwischen Russland und dem nach Unabhängigkeit von Georgien strebenden Abchasien. Zwischen Oberlauf der Msymta und den Tälern von Awadchara (Аватхара) und Laschipse, die dem Riza-See in Abchasien zufließen, liegt der 2072 m hohe Achuk-Dara-Pass (Ахук-Дара), über den ein im Sommer befahrbarer Weg führt.

## Hydrografie
Das Einzugsgebiet der Msymta umfasst 885 km². Die mittlere monatliche Wasserführung beträgt bei Krasnaja Poljana 33,2 m³/s, bei Kepscha 45,6 m³/s (Maximum 764 m³/s), in Mündungsnähe etwa 50 m³/s. Das Frühjahrshochwasser während der Schneeschmelze dauert bis in den Sommer an, kürzere sporadische Sommerhochwasser sind niederschlagsbedingt.
In Mündungsnähe ist der Fluss bis 100 Meter breit und über einen Meter tief.

## Infrastruktur und Wirtschaft
Die Msymta ist nicht schiffbar. Bei Krasnaja Poljana wurde zwischen 1947 und 1950 ein kleines Wasserkraftwerk mit einer Leistung von 29,6 Megawatt errichtet. Das Sperrwerk dient daneben zur Flussregulierung bei Hochwasser.
Durch das Tal verläuft über dem rechten Flussufer die Straße von Adler nach Krasnaja Poljana und weiter zum Wintersportgebiet oberhalb von Esto-Sadok. Der Fluss wird von mehreren Brücken überquert, darunter nahe seiner Mündung von der Fernstraße M27 und der Eisenbahnstrecke, die von Tuapse über Sotschi entlang der Schwarzmeerküste in die abchasische Hauptstadt Sochumi führt (früher weiter nach Tiflis). In unmittelbarer Nähe des Flusses liegt auf der von ihm aufgeschütteten Schwemmebene der Flughafen Sotschi.